# Paracanthopoma parva
Paracanthopoma parva är en fiskart som beskrevs av Giltay, 1935. Paracanthopoma parva ingår i släktet Paracanthopoma och familjen Trichomycteridae. Inga underarter finns listade i Catalogue of Life.